# Округа департамента Алье
Алье (фр. Allier) — департамент в центре Франции, один из департаментов региона Овернь. По состоянию на 2015 год территория Алье была разделена на 3 округа, 19 кантонов и 320 коммун. 
Округа департамента Алье:
| №   | Округ    | Оригинальное название | Площадь, км² | Население, чел. (2012) | Количество коммун | Округ на карте департамента |
| --- | -------- | --------------------- | ------------ | ---------------------- | ----------------- | --------------------------- |
| 031 | Монлюсон | Montluçon             | 2328         | 115687                 | 106               |                             |
| 032 | Мулен    | Moulins               | 2996         | 105520                 | 111               |                             |
| 033 | Виши     | Vichy                 | 2016         | 121522                 | 103               |                             |